# Мы всегда жили в замке
«Мы всегда жили в замке» (англ. We Have Always Lived in the Castle) — американский готический фильм-триллер 2018 года, снятый режиссёром  Стэйси Пассон по сценарию Марка Крюгера. В главных ролях Таисса Фармига, Александра Даддарио, Криспин Гловер, Пола Малкомсон и Себастиан Стэн. Сюжет фильма основан на одноимённом романе 1962 года Шерли Джексон.
Премьера состоялась на кинофестивале в Лос-Анджелесе 22 сентября 2018 года. Он был выпущен в официальный прокат 17 мая 2019 года компанией Brainstorm Media.

## Сюжет
1950-е. Две юные сестры и их больной дядя становятся мишенью для соседских подозрений после загадочной гибели остальных членов семьи. Их обвиняют в отравлении родителей сестёр. Старшая, Констанс, не выходит из дома уже шесть лет. Младшая, 18-летняя Мэри Кейт, каждый вторник вынуждена ходить в деревню за покупками, где её преследуют местные жители. Но даже они не подозревают о сверхъестественных способностях девушки. Весьма неожиданно в доме появляется кузен Чарли, заявляющий, что способен помочь родственникам.

## В ролях
- Таисса Фармига —  Мэри Кейт Блэквуд
- Александра Даддарио — Констанс Блэквуд
- Себастиан Стэн  — Чарльз Блэквуд[1]
- Криспин Гловер — Джулиан Блэквуд
- Пола Малкомсон —  Хелен Кларк
- Питер О’Мира — Сэм Кларк
- Питер Кунан —  Бобби Данхэм
- Боско Хоган — старик Нэд

## Производство
В августе 2009 года продюсерская компания Майкла Дугласа сообщила о заинтересованности в экранизации романа Джексон. Согласие на съёмки дал и старший сын писательницы Лоуренс Хайман. При этом предварительно в марте 2010-го было анонсировано, что главные роли в картине могут исполнить Рэйчел Макадамс, Сирша Ронан и сам  Дуглас.. После чего наступило затишье до 2016 года. На главные роли были утверждены Фармига, Даддарио и Уиллем Дефо. В августе было объявлено о назначении Стэйси Пассон на роль режиссёра. 21 августа Дефо, выбывшего из проекта, сменил Криспин Гловер, а Питер О’Мира утверждён на роль Сэма Кларка.
Съёмочный период стартовал 8 августа 2016 года в Брее и Дублине и был завершён 9 сентября того же года.